# Inmigración árabe en Brasil
Históricamente, la inmigración árabe en Brasil ha sido una de las corrientes migratorias de mayor envergadura, tanto a nivel continental como a nivel mundial, habiendo alcanzado su punto máximo a mediados del siglo XX, aunque se mantiene de forma constante hasta la actualidad.
La gran mayoría de los árabes y sus descendientes en Brasil tienen sus orígenes en Líbano y Siria y en menor medida Egipto, Irak, Jordania, Marruecos y Palestina. Se estima que hay entre 7 y 10 millones de descendientes de libaneses y 4 millones de sirios.

## Historia

### Inmigración a Brasil
La inmigración árabe a Brasil comenzó en la década de 1890 cuando los libaneses y sirios huyeron de la inestabilidad política y económica de sus territorios de origen causada por el colapso del Imperio Otomano; la mayoría de quienes llegaron a Brasil eran cristianos pero también existía una importante minoría de musulmanes. La inmigración de población árabe alcanzó su punto máximo alrededor de la Segunda Guerra Mundial.
En el siglo XIX, la mayoría de población migrante procedía de las regiones del Líbano y Siria, más tarde, se sumaron contingentes de otras partes del mundo árabe. Cuando fueron contabilizados y tramitados en las aduanas de los puertos de Brasil, en primera instancia fueron registrados como turcos ya que portaban pasaportes emitidos por el Imperio Turco Otomano que gobernaba los actuales territorios de Líbano y Siria. Hubo muchas causas para que los árabes abandonaran sus países de origen en el Imperio Otomano, entre las que se encontraban, por ejemplo, superpoblación en el Líbano, servicio militar obligatorio en el Líbano y Siria y persecución religiosa por parte de los turcos otomanos a las minorías cristianas de Medio Oriente. La inmigración árabe a Brasil creció también después de la Primera Guerra Mundial y el resto del siglo XX, aunque en menor medida que décadas pasadas. La población recién llegada se concentró en los estados de São Paulo, Mato Grosso do Sul, Minas Gerais, Goiás y Río de Janeiro.
La mayoría de los inmigrantes árabes en Brasil eran cristianos, siendo los musulmanes una minoría. Los matrimonios mixtos entre brasileños de ascendencia árabe y otros brasileños, independientemente de su etnia o afiliación religiosa, son muy elevados; la mayoría de los brasileños de ascendencia árabe solo tienen un padre de origen árabe. Como resultado de esto, las nuevas generaciones de brasileños de ascendencia árabe muestran un marcado alejamiento del idioma y la cultura árabe. Solo unos pocos hablan algo del idioma, y dicho conocimiento a menudo se limita a unas pocas palabras básicas. En cambio, la mayoría, especialmente los de las generaciones más jóvenes, hablan portugués como primera lengua.
Los gobiernos de Brasil y del Líbano afirman que hay entre 7 y 10 millones de brasileños de ascendencia libanesa. Además, el gobierno brasileño afirma que hay 4 millones de brasileños de ascendencia siria. Sin embargo, esos números podrían estar sobreestimados, dado que una encuesta oficial realizada por el Instituto Brasileño de Geografía y Estadística (IBGE) en 2008 mostró que menos de 1 millón de brasileños afirmaron tener algún origen del Medio Oriente (solo el 0,9% de los encuestados brasileños blancos dijeron que tenía orígenes familiares en el Medio Oriente).

## Religión
Los primeros árabes que llegaron a Brasil eran, en su gran mayoría, pertenecientes a iglesias cristianas, siendo la mayoría católicos maronitas de Siria y el Líbano. Sin embargo, la corriente más reciente de inmigrantes sirio-libaneses es, mayormente, de confesión islámica, con una minoría judía. El censo del IBGE contabilizó la existencia de 27.239 musulmanes en Brasil, aunque la Federación Islámica Brasileña (en portugués: Federação Islâmica Brasileira) afirma la presencia de 1,5 millones de musulmanes en el país, de diversos orígenes.

## Brasileños notables de origen árabe
- Amyr Klink, marinero y navegante.
- Antônio Houaiss, escritor y filólogo.
- Paulo Maluf, político, gobernador del estado de São Paulo.
- Tania Khalill, actriz.
- Branco, futbolista.
- Carlos Ghosn, empresario (ex CEO de Renault y Nissan).
- Daniella Sarahyba, modelo.
- Beatriz Haddad Maia, tenista.
- Rafael Leitão, gran maestro de ajedrez.
- Guilherme Afif Domingos, político.
- Fagner, cantante.
- Mário Zagallo, exfutbolista y director técnico.
- Tony Kanaan, piloto de automovilismo.
- Beto Carrero, artista y empresario brasileño, creador del parque Beto Carrero World.
- Felipe Nasr, piloto de Fórmula 1.